# Formaldehid
Formaldehid ali metanal (nomenklatura IUPAC) je organska kemijska spojina in najenostavnejši aldehid z empirično formulo CH2O.  Formaldehid je brezbarven plin ostrega vonja, ki je dobro topen v vodi. Obstoja tudi kot ciklični trimer trioksan in polimer paraformaldehid. V vodni raztopini tvori hidrat H2C(OH)2. Vodna raztopina formaldehida je formalin. Nasičena raztopina vsebuje okrog 40 volumskih oz. 37 masnih odstotkov formaldehida. Formalin vsebuje tudi majhne količine stabilizatorja, običajno metanola, ki zavira oksidacijo in polimerizacijo. Tipični komercialni formalin vsebuje 10–12 % metanola in nekaj kovinskih nečistoč (3 ppm Al, 1 ppm Fe in 1 ppm Cu).
Leta 2005 je bila svetovna proizvodnja formaldehida 21 milijonov ton.
Zaradi zelo razširjene uporabe, toksičnosti in hlapnosti izpostavljanje formaldehidu škoduje človeškemu zdravju.

## Nahajališča
Formaldehid je vmesni produkt pri oksidaciji oz. zgorevanju metana in drugih ogljikovih spojin, zato ga najdemo, na primer, v gozdnih požarih, izpušnih plinih avtomobilskih motorjev in tobačnem dimu. Nastaja tudi v ozračju iz atmosferskega metana in drugih ogljikovodikov ter kisika pod vplivom sončne svetlobe in je sestavni del smoga.
Formaldehid in njegovi oligomeri in hidrati so v živih organizmih bolj redki. Tvorba metana, ki jo povzročajo metanogeni mikrobi, sicer poteka preko formaldehida, vendar se ta vmesni produkt pretvori b metilensko skupino v metanopterinu.
Formaldehid je primarni vzrok za  toksičnost metanola, ker se metanol pod vplivom encimov alkoholnih dehidrogenaz pretvori v toksični formaldehid, ki se zatem oksidira v mravljinčno kislino. 
Formaldehid so odkrili tudi v vesolju.

## Sinteze
Sintezo formaldehida je prvi opisal ruski kemik Aleksander Mihajlovič Butlerov, čeprav ga je že pred njim odkril August Wilhelm von Hofmann.
Formaldehid se proizvaja industrijsko s katalitsko oksidacijo metonola. Kot katalizator se najpogosteje uporablja kovinsko srebro ali zmes železovega in molibdenovega ali vanadijevega oksida. Proces FORMOX z oksidnim katalizatorjem poteka pri temperaturi 250-400 °C po naslednji kemijski reakciji:
2CH3OH + O2 → 2H2CO + 2H2O
Proses s srebrovim katalizatorjem poteka običajno pri 650 °C. V tem prosesu poteka vzporedno z že omenjeno oksidacijo metanola tudi njegovo dehidrogeniranje: 
CH3OH → H2CO + H2
Formaldehid se lahko v manjših količinah sintetizira tudi drugače, vendar ti postopki niso komercialno zanimivi. Lahko bi se proizvajal z oksidacijo metana, vendar postopek industrijsko ni zanimiv, ker  formaldehid mnogo laže oksidira kot metan.

## Kemija
Formaldehid je surovina za sintezo mnogih pomembnih spojin. Njegove lastnosti so podobne lastnostim drugih aldehidov, samo da je bolj reaktiven. Na zraku se zlahka oksidira v mravljinčno kislino, ki je v sledovih prisotna v vseh komercialnih formaldehidih. Formaldehid je dober elektrofil, predvsem v elektrofilnih aromatskih substitucijah in elektrofilnih adicijah na alkene in aromate. V Cannizzarovi reakciji se v prisotnosti bazičnega katalizatorja pretvori v metanol in mravljinčno kislino.

### Primeri organskih sintez
Formaldehid z acetaldehidom kondenzira v pentaeritritol, ki je osnova za sintezo eksploziva pentaeritritol tetranitrata (PETN, corpent, pentrit).
Kondenzacijski produkti formaldehida in sečnine, fenola in melamina so vsestransko uporabne sečninsko-formaldehidne, fenolno-formaldehidne in melaminsko-formaldehidne smole. 
V reakciji s 4-substituiranimi fenoli nastanejo kaliksareni.
V reakciji s hidrogen sulfidom nastane tritian:
3CH2O + 3H2S → (CH2S)3 + 3H2O

## Uporaba

### Uporaba v industriji
Formaldehid je industrijska surovina za sintezo polioksimetilena, 1,4-butandiola in metilen difenil diizocianata.
Več kot polovica v svetu proizvedenega formaldehida se porabi za sintezo že omenjenih duroplastičnih sečninskih, fenolnih in melaminskih smol,  ki se uporabljajo predvsem za izdelavo permanentnih lepil, izolacijskih materialov in predmetov za široko potrošnjo. 
Formaldehid je surovina za proizvodnjo polifunkcionalnih alkoholov, na primer pentaeritritola, ki je surovina za proizvodnjo alkidnih smol in eksplozivov. Naslednja pomembna produkta sta metilen difenil diizocianat, ki je pomembna komponenta poliuretanskih premazov in pen, ter heksamin, ki je surovina za fenolno-formaldehidne smole in eksploziv RDX (ciklotrimetilentrinitramin).
V tekstilni industriji se melaminsko-formaldehidne smole uporabljajo kot apreturna sredstva proti gubanju tkanin.
Formaldehid je tudi sestavina nekaterih šamponov.

### Drugo
Zmes formaldehida in koncentrirane žveplove kisline, imenovana Marquisov reagent, se uporablja za hitro ugotavljanje prisotnosti opojnih drog, predvsem MDMA (3,4-metilendioksi-N-metilamfetamin, ecstasy).  Reagent je uporaben tudi za druge amfetamine, kokain, opijate in heroin.

#### Dezinfekcijsko in biocidno sredstvo
Vodna raztopina formaldehida je dobro dezinfekcijsko sredstvo, ki uniči večino bakterij in glivic, vključno s sporami. V medicini se uporabljajo kot konzervans za cepiva, sredstvo za sušenje kože in odpravljanje bradavic. V akvaristiki se formaldehid uporablja za odpravljenje parazitov.
Formaldehid preko skupin –CH2- nepovratno zamreži primarne amino skupine v beljakovinah z drugimi dušikovimi atomi v beljakovini ali DNA in na ta način trajno konzervira oziroma fiksira tkivo celic. To lastnost se izkorišča v tehniki ChIP-on-chip, ki se uporablja za preučevanje medsebojnih vplivov beljakovin in DNA.
Formaldehid se uporablja tudi kot denaturirno sredstvo v gelni elektroforezi DNA, ker preprečuje, da bi DNA tvorila kakšne sekundarne spojine.

#### Vfotografiji
Formaldehid v majhnih koncentracijah se še vedno uporablja kot stabilizator pri zadnjem izpiranju v procesu C-41 za razvijanje barvnega negativnega filma. Uporablja se tudi v predbeljenju v procesu E-6, s čimer odpade potreba po njegovi uporabi pri zadnjem izpiranju.

#### Konzervansi tkiv in sredstvo za balzamiranje
Raztopine formaldehida se v mikroskopiji in histologiji uporabljajo kot konzervansi tkiv, v patologiji in anatomiji pa za dezinfekcijo, balzamiranje in začasno konzerviranje človeških in živalskih organov. 
Raztopina formaldehida se uporablja tudi za ugotavljanje, ali je oseba ali žival v času smrti dihala: če pljuča plavajo na površini raztopine, je test pozitiven. 
V več evropskih državah je uporaba formaldehida, s formaldehidom obdelanih proizvodov in balzamiranje zaradi njegovih karcinogenih lastnosti omejeno.

## Medzvezdni formaldehid
Formaldehid je bil prva večatomska organska spojina, ki so jo odkrili v medzvezdnem prostoru. Kasneje so ga odkrili tudi v več področjih naše galaksije Rimske ceste Zanj  vlada veliko zanimanje, zato je predmet mnogih obširnih študij.. Formaldehid naj bi nastal s hidrogeniranjem ledu ogljikovega monoksida:
H + CO → HCO
HCO + H → H2CO
Konstanta reakcijske hitrosti je 9,2 x 10−3s−1.
Formaldehid je zanimiv tudi za astrokemike, predvsem zaradi majhne reaktivnosti v plinski fazi, pa tudi zato, ker sta prehoda K-dublet  110 - 111 in 211 - 212 precej jasna.

## Varnost
Formaldehid je toksičen, alergen, karcinogen in mutagen.
Glavni viri poklicne izpostavljenosti zdravju škodljivega formaldehida so predvsem termični in kemični razpad formaldehidnih smol, izhlapevanje iz raztopin, na primer raztopin za balzamiranje, in zgorevanje raznih organskih snovi, na primer bencina v motorjih, bioplina, zemeljskega plina, plina deponij in čistilnih naprav. V novejšem času se pojavlja veliko kogeneracij, trigeneracij, ter bioplinarn in deponij, ki kot pogonsko gorivo pri soproizvodnji elektrike in toplote ali hladu uporabljajo batne motorje z metanom kot gorivom. Ob delovanju nastajajo za človeka nesprejemljivo velike količine formaldehida.
Formaldehidne smole so zelo pogosto gradivo v gradbeništvu, zato je formaldehid najpogostejši onesnaževalec zraka v zaprtih prostorih.  Pri koncentracijah, večjih od 0,1 ppm, draži oči in sluznico in povzroča solzenje. Inhaliranje tako koncentriranega formaldehida povzroča glavobol, vnetje grla in težave z dihanjem, lahko pa tudi sproži ali poslabša napad astme.
Formaldehid je uvrščen med možne povzročitelja raka pri človeku. Mednarodna agencija za raziskavo raka (IARC) je ugotovila, da obstajajo "zadostni dokazi", da poklicna izpostavljenost formaldehidu lahko povzroči raka v nosu in grlu. Formaldehid povzroča alergije in je zato v standardnem naboru testnih alergenov. Ljudje, ki so alergični na formaldehid, bi se morali izogibati vsem snovem, iz katerih se sprošča formaldehid.

## Kontaminirana hrana
V Indoneziji so leta 2005, v Vietnamu pa leta 2007 izbruhnile afere zaradi dodajanje formaldehida v hrano, da bi se podaljšala njena uporabnost. Med kontaminirano hrano so bile testenine, soljene ribe in tofu, verjetno pa tudi piščančje meso in pivo. Dodatki so pri ljudeh povzročili številne škodljive učinke, dokazi o rakavih oboljenjih pa so pomanjkljivi.